# 25686 Stephoskins
25686 Stephoskins è un asteroide della fascia principale. Scoperto nel 2000, presenta un'orbita caratterizzata da un semiasse maggiore pari a 2,3313815 UA e da un'eccentricità di 0,1944379, inclinata di 5,85173° rispetto all'eclittica.